# Tox (España)
Toxes una localidad asturiana perteneciente a la parroquia de Villapedre, en el concejo de Navia.

## Demografía
| Gráfica de evolución demográfica de Tox entre 2000 y 2023   |
|                                                             |
| Población de derecho según los censos de población del INE. |

## Monumentos y lugares de interés
- Palacio de Tox: palacio construido por el cura de la casa de Castrillón en 1570 y finalizado en 1770 por Diego Vicente Castrillón. Se asemeja mucho a los pazos gallegos.[2]